# Poroporo (rivière)
La rivière Poroporo  (en anglais : Poroporo River) est un cours d’eau de la région de  Gisborne dans l’Île du Nord de la Nouvelle-Zélande.

## Géographie
Elle s’écoule vers l’est à partir de sa source dans la partie est du pied de la chaîne de Raukumara, atteignant le fleuve Waiapu tout près de son embouchure, en partageant le lit de ce fleuve Waiapu  à partir de la ville de  Tikitiki.